# براد هال
براد هال (بالإنجليزية: Brad Hall) هو منتج أفلام ومنتج تلفزيوني وكاتب وكاتب سيناريو ومخرج وممثل أمريكي، ولد في 21 مارس 1958 بسانتا باربارا في الولايات المتحدة.

## ترشيحات
- جائزة الإيمي برايم تايم لأفضل مسلسل كوميدي (1992)

## وصلات خارجية
- براد هال على موقع IMDb (الإنجليزية)
- براد هال على موقع ألو سيني (الفرنسية)
- براد هال على موقع أول موفي (الإنجليزية)
- براد هال على موقع قاعدة بيانات الأفلام السويدية (السويدية)
- براد هال على موقع إن إن دي بي (الإنجليزية)
- براد هال على موقع قاعدة بيانات الفيلم (الإنجليزية)
- براد هال على موقع كينوبويسك (الروسية)